# Svensktoppen
Svensktoppen — шведский хит-парад. Известная программа выходит по воскресеньям в эфире шведского радио Sveriges Radio с 1962 года. Обычно включается музыка в стиле Schlager, а также танцевальная (англ. Dansband).

## История
Svensktoppen является таким хит-парадом, который за свою многолетнюю историю претерпевал значительные изменения как в способе формирования горячей десятки, так и в жанре выбираемой музыки.

### 1961—1970
Предшественником Svensktoppen была передача De Tio, которая впервые вышла в эфир нелегальной радиостанции Radio Nord 12 ноября 1961 года. После закрытия последней идею подхватила компания Sveriges Radio, и Svensktoppen был интегрирован в программу Svensklördag. Первая передача вышла в эфир 13 октября 1962 года, первым обладателем высшей позиции стала композиция Midnattstango Лассе Лённдаля. Как самостоятельная программа Svensktoppen оформился к 10 ноября 1962 года.

### 1970—1982
В 1970-е годы концепция подвергалась значительной критике, так как в чарте были представлены композиции преимущественно крупных звукозаписывающих лейблов, что не оставляло возможности малоизвестным исполнителям добиться известности. Включавшиеся в Svensktoppen композиции зачастую носили английские названия, и слушателям было не совсем понятно, о чём же в песне идёт речь. Также было не до конца понятно, по каким критериям отбираются песни.
Поэтому в 1974 году был установлен ряд чётких правил. Песня могла пробыть в Svensktoppen максимум 10 недель, с тем чтобы дать возможность новым песням также попасть в чарт. Тексты песен должны были быть написаны исключительно шведскими авторами; то же относилось к музыке. Подобная политика привела к тому, что была представлена в основном музыка в стиле Dansband. В 1978 году критерии были смягчены — разрешались шведские переводы иностранных песен.
В начале 1980-х программе потребовались изменения, с тем чтобы поднять новую волну интереса слушателей. Однако, принятые руководством радио меры не помогли, и падающая популярность в итоге привела к закрытию программы в 1982 году.

### С 1985 до наших дней
В 1985 году Svensktoppen снова появился в эфире Sveriges Radio. Правила были установлены такими же, как и в 1974 году: музыка должна быть написана шведскими композиторами, и тексты должны быть исключительно на шведском языке. Однако допускались также инструментальные композиции и песни с религиозными мотивами, что позволило участвовать в программе таким исполнителям, как Lars Roos, Åsa Jinder и Roland Cedermark.
Правила выбора изменились в 1993 году. Главным стало появление жюри, которое формировало десятку вместе со зрителями, голосовавшими с помощью открытки (а позднее — по телефону). Преобразование привело к повышению популярности программы, и песни, занявшие в ней высокие места, становились такими же популярными, как и композиции Мелодифестивалена.
Ещё одно изменение последовало в 2003 году: были разрешены песни не только на шведском языке.

## Интересные факты
- Дольше всего в чарте находится песня Du är min man в исполнении Benny Anderssons Orkester & Helen Sjöholm, а именно 278 недель с 2004 по 2009 год[11], из которых 38 — на первой позиции.[12]
- Наибольшее число попавших в Svensktoppen композиций — 61 — имеeт группa «Sten & Stenley» (Sten Nilsson)[11].
- Самой молодой исполнительницей из попавших в Svensktoppen стала Анита Хегерланн с песней Mitt sommarlov в 1970 году (когда ей было 9 лет)[13]. Самой пожилой — шведская актриса Julia Cæsar, когда в 1967 году в возрасте 82 лет песня «Annie från Amörrka» в её исполнении завоевала популярность у слушателей[14].